# Veľké osturnianske jazero
Veľké osturnianske jazero je přírodní rezervace v oblasti PIENAP.
Nachází se v katastrálním území obce Osturňa v okrese Kežmarok v Prešovském kraji. Území bylo vyhlášeno či novelizováno v letech 1984, 1993 na rozloze 48,8100 ha. Ochranné pásmo nebylo stanoveno.
Jezero "představuje jeden z mála příkladů zahrazených jezer v důsledku plazivých deformací svahů ve flyšových horninách Západních Karpat. V závislosti na výšce vodní hladiny - celá série vodních a rašelinných fytocenóz se vzácnými, ohroženými a chráněnými taxóny."